# Fosfuro di zinco
Il fosfuro di zinco (Zn3P2) è un composto chimico inorganico.

## Utilizzo
I fosfuri di metallo sono usati come rodenticidi (ratticidi). Una miscela di cibo e fosfuro di zinco viene lasciata come esca in un luogo ove i roditori possano cibarsene. L'acido dei loro succhi gastrici reagisce con il fosfuro generando un gas tossico, la fosfina. Questo metodo di controllo dei muridi è utilizzabile nel caso di roditori immuni alla maggior parte dei veleni comuni. Gli altri rodenticidi simili al fosfuro di zinco sono il fosfuro di alluminio e il fosfuro di calcio.
Il fosfuro di zinco è normalmente aggiunto alle esche per roditori in una percentuale variabile dallo 0,75% al 2%. Le esche hanno un forte odore acre, simile a quello dell'aglio, caratteristico delle fosfine, dimerizzate o sostituite, liberate per idrolisi. Questo odore attira i roditori ma ha un effetto repulsivo su altri animali. Gli uccelli, specialmente i tacchini, non hanno l'odorato sensibile a questo odore. Le esche contengono abbastanza fosfuro di zinco in un cibo sufficientemente attrattivo per poter uccidere i roditori in una volta sola, poiché una dose non letale potrebbe causare una futura avversione al fosfuro di zinco nei roditori sopravvissuti.
Il fosfuro di zinco di tipo rodenticida è normalmente una polvere nera contenente il 75% di Zn3P2 e 25% di tartrato di potassio e di antimonio, un emetico che provoca il vomito del prodotto se viene accidentalmente ingerito da esseri umani o animali domestici. Rimane però efficace contro ratti, sorci, porcellini d'India, cavie e conigli, privi del riflesso del vomito.
Le sostanze che non devono entrare in contatto con il fosfuro di zinco sono gli acidi, l'acqua, il diossido di carbonio e gli ossidanti forti.

## Reazioni
Il fosfuro di zinco può essere preparato per reazione diretta dello zinco con il fosforo:
3 Zn + 2 P → Zn3P2
Il fosfuro di zinco reagisce con l'acqua per formare la fosfina (PH3) e l'idrossido di zinco (Zn(OH)2):
Zn3P2 + 6 H2O → 2 PH3 + 3 Zn(OH)2